# Robert Douglas (Politiker)
Robert Douglas (* um 1703; † 30. April 1745) war ein schottischer Politiker und Offizier.

## Leben
Douglas wurde um 1703 als Sohn von George Douglas, 13. Earl of Morton und seiner zweiten Ehefrau Frances in das Adelsgeschlecht Douglas geboren. Wie auch sein Vater schlug Robert Douglas eine militärische Laufbahn ein. So trat er 1721 in die Armee ein und bekleidete 1732 den Rang eines Oberstleutnants. 1740 war er zum Oberst aufgestiegen. Am österreichischen Erbfolgekrieg nahm Douglas in Flandern teil. So eskortierte er den französischen General Armand Fouquet de Belle-Isle nach dessen Gefangennahme nach England. Douglas fiel im Vorfeld der Schlacht bei Fontenoy in Flandern. Nach Erhalt der Nachricht von Douglas’ Tod drückte Belle-Isle sein Beileid aus und strich dessen korrektes Verhalten hervor. Douglas blieb unverheiratet und starb ohne Nachkommen.

## Politischer Werdegang
Wie zuvor sein Vater sowie sein Onkel Alexander, bewarb sich Robert Douglas 1730 um das Unterhausmandat des Wahlkreises Orkney and Shetland. Er gewann die Abstimmung und beerbte damit seinen Vater, der als Representative Peer in das House of Lords gewählt wurde und infolgedessen sein Unterhausmandat niederlegen musste. Er hielt das Mandat bis zu seinem Tode im Jahre 1745. Sein Nachfolger wurde James Halyburton.
Im Jahre 1735 zog sich Douglas den Unmut seines Vaters zu, nachdem er im Parlament entgegen dessen Strategie abgestimmt hatte. In einem Zwiegespräch berief sich Robert auf eine Gewissensentscheidung, bot aber an dem Parlament bis zum Abschluss des Vorgangs fernzubleiben. Nachdem er dem nachdrücklichen Wunsch seines Vaters künftig mit dessen Politik konform abzustimmen nicht entsprach, entzweiten sich beide und sprachen bis zum Tod des Vaters nicht mehr miteinander.